# Catapaguroides setosus
Catapaguroides setosus is een tienpotigensoort uit de familie van de Paguridae. De wetenschappelijke naam van de soort is voor het eerst geldig gepubliceerd in 1951 door Edmondson.